# Portishead (gruppo musicale)
I Portishead sono un gruppo musicale trip hop britannico, originario di Bristol, formatosi nel 1991 dall'incontro di Beth Gibbons e Geoff Barrow (precedente collaboratore dei Massive Attack e di Tricky), con la partecipazione stabile di Adrian Utley. Ai tre nei primi lavori si è affiancato il tecnico del suono Dave McDonald.
Il nome del gruppo proviene dall'omonima cittadina di Portishead, vicina a Bristol, in cui Geoff ha trascorso la giovinezza.

## Storia del gruppo

### Esordi e prime produzioni
Geoff Barrow, giovane polistrumentista, collabora al Coach House Studio di Bristol con i Massive Attack. Produce anche il contributo di Tricky alla compilation di beneficenza Sickle Cell. Si fa pian piano una reputazione come remixer, lavorando con Primal Scream, Neneh Cherry, Paul Weller e Depeche Mode. Proprio in uno studio di registrazione incontra la cantante Beth Gibbons. Nascono così nel 1991 i Portishead.
Prima di iniziare l'attività musicale, il duo recita nel cortometraggio in bianco e nero To Kill a Dead Man (1994), di cui firmano anche la colonna sonora. Pubblicano quindi un primo album, registrato da Dave MacDonald e realizzato con il chitarrista jazz Adrian Utley.
Si tratta di Dummy (1994), pubblicizzato da manichini e trainato dai singoli Glory Box e Sour Times (guidata da un campionamento di Lalo Schifrin). Dummy ottenne sia un successo commerciale, con 150 000 copie vendute, che di critica affermando i Portishead nella scena trip hop. L'album però travalica questa etichetta di genere, in quanto al suo interno si trovano elementi darkwave, blues e techno. I componenti del gruppo, ad ogni modo, prendono molta ispirazione dall'ambiente cinematografico. Il disco si aggiudica anche il Mercury Prize.
In Glory Box è presente un campionamento tratto dal brano Ike's rap II di Isaac Hayes contenuto nell'album Black Moses. Lo stesso sample è stato utilizzato anche da Tricky nella sua Hell is Around the Corner sempre del 1994. Parti del film To Kill a Dead Man appaiono nel video di Sour Times.
Passano tre anni e viene pubblicato il secondo album. Anticipato dal singolo All Mine, nel 1997 esce il self-title Portishead (1997), che, seppur simile, è più sofisticato ed elaborato dell'esordio. Con Utley ormai entrato in pianta stabile nella band, i Portishead realizzano un disco abbastanza accattivante e angosciante allo stesso tempo, che però non bisserà il successo del precedente Dummy.
Il gruppo sbarca poi nel Nordamerica per un tour. Il 24 luglio 1997 tengono un concerto memorabile al Roseland Ballroom di New York insieme ad un'orchestra di 33 elementi e a una sezione di fiati. Questa esibizione sarà testimoniata su disco in Roseland NYC Live (1998).

### Periodo di pausa e di silenzio
Dopo la pubblicazione di Roseland NYC Live, i membri del gruppo si concedono un periodo di silenzio. Tuttavia Beth Gibbons pubblica un album coadiuvata da Rustin Man (alias Paul Webb, bassista dei Talk Talk). Il disco, intitolato Out of Season, esce nel 2002.

### Ritorno conThird
Nel 2008 viene interrotto un silenzio durato dieci anni con la pubblicazione di Third, uscito il 28 aprile. Prima dell'uscita, l'album è stato preceduto da un tour live che ha visto il gruppo inglese esibirsi anche in due città italiane, Milano e Firenze, ripercorrendo i brani dei precedenti due album in studio e anticipando quasi tutti i brani dell'LP Third.

## Stile musicale
Ispirati prevalentemente alle atmosfere dei film noir e di spionaggio, i Portishead hanno concepito un trip hop con atmosfere jazzy e riferimenti all'hip-hop, da cui il gruppo cita la tecnica dello scratch e i ritmi, che vengono rallentati. Componente importante della musica del gruppo è la voce sofferta e di impostazione blues di Beth Gibbons. A differenza dei contemporanei Massive Attack, con i quali hanno tentato di ridefinire il genere trip-hop, la formazione di Gibbons e Barrow si è incentrata su sonorità meno dub e più dance. Il loro stile è stato paragonato più volte a quello del compositore di colonne sonore John Barry. Pur non introducendo molti elementi degni di nota rispetto all'esordio Dummy (1994), il secondo Portishead (1997) si rivela essere meno fastoso e fa un uso minore di campionamenti mentre l'album dal vivo Roseland NYC Live (1998), arrangiato con un'orchestra d'archi e da una sezione di fiati, li allontana dal trip hop. Rispetto a Dummy, Third (2008) rinuncia in gran parte all'orchestra ed è stato definito "meno immediato".

## Formazione

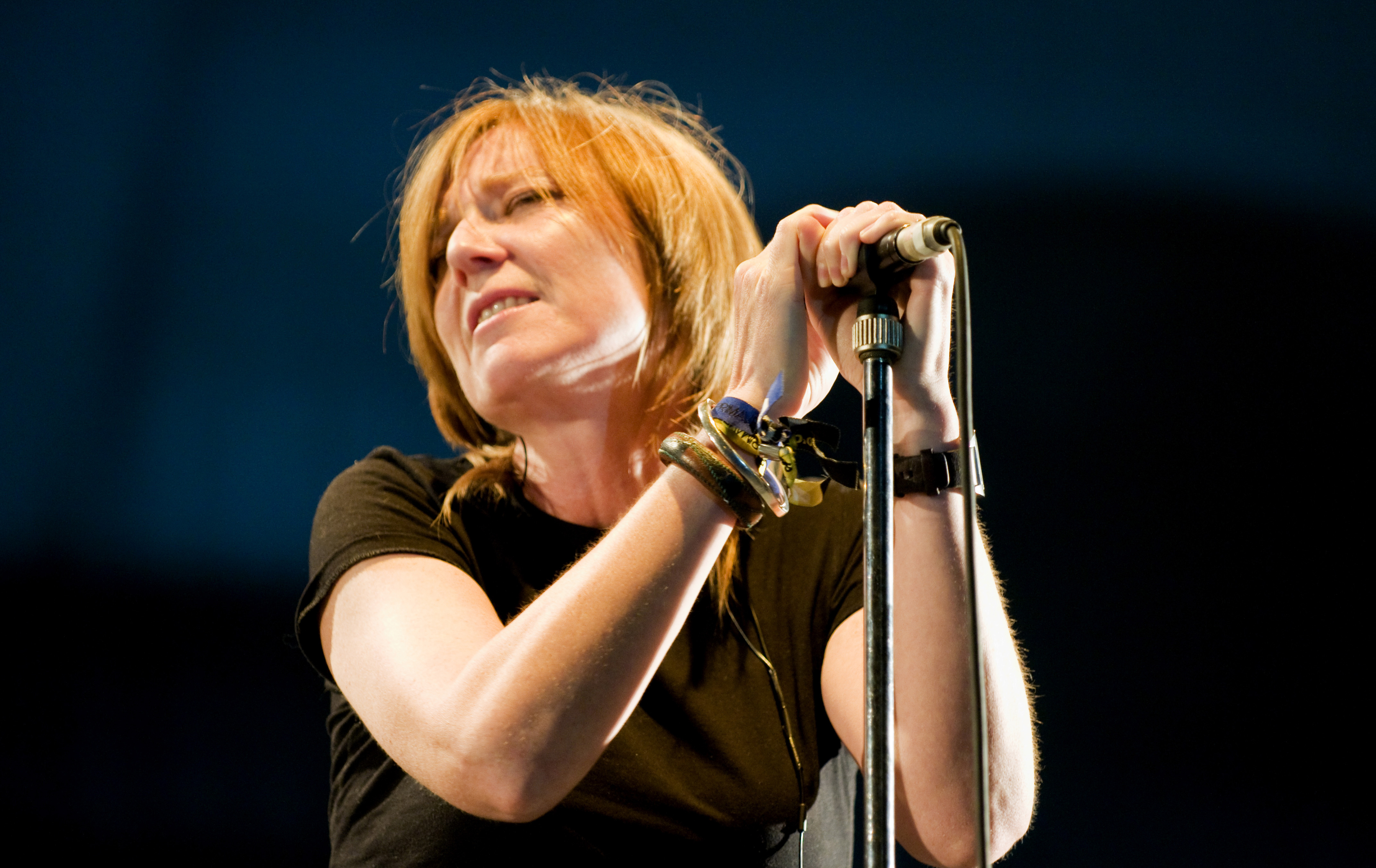
La cantante Beth Gibbons

- Beth Gibbons – voce, chitarra, tastiera
- Geoff Barrow – giradischi, batteria, campionatore, programmazione
- Adrian Utley – chitarra
- Dave MacDonald – produzione (citato in Dummy e Portishead)

## Discografia

### Album in studio
- 1994 - Dummy
- 1997 - Portishead
- 2008 - Third

### Antologie
- 1995 - Glory Times
- 1995 - The Rebirth of Cool Phive

### Album dal vivo
- 1998 - Roseland NYC Live

## Videografia

### DVD
- 2002 - Roseland NY Live